# Danny Clark
Daniel "Danny" Clark, OAM (nascido em 30 de agosto de 1951) é um ex-ciclista australiano que competia em provas de pista e estrada. Foi ativo profissionalmente de 1974 a 1997.
Prata nos Jogos Olímpicos de Munique 1972, também conquistou 11 medalhas no campeonato mundial em pista.
Grande dominador das corridas de seis dias (es), conseguindo obter mais de 70 vitórias.